# Fosfosiderita
La fosfosiderita o metastrengita és un mineral del grup metavariscita de minerals, la classe dels fosfats. Va ser trobada per Alfred Lewis Oliver Legrand Des Cloizeaux l'any 1858, i va ser anomenada d'aquesta manera en 1890 per Willy Bruhns i Karl Heinrich Emil Georg Busz per la seva composició química.

## Característiques
La fosfosiderita és un fosfat amb ferro que cristal·litza en el sistema monoclínic, formant habitualment cristalls tabulars {010}. També s'hi pot trobar en masses botrioides o reniformes, i crostes amb una estructura radial fibrosa. És dimorfa de l'strengita, i forma part del grup metavariscita juntament amb la kolbeckita. La seva fórmula és Fe³⁺(PO₄)(H₂O)₂, i pot contenir impureses d'alumini i manganès. La seva duresa a l'escala de Mohs oscil·la entre 3,5 i 4. És totalment soluble en HCl, i gairebé insoluble en HNO₃.
Segons la classificació de Nickel-Strunz, la fosfosiderita pertany a «08.CD: Fosfats sense anions addicionals, amb H₂O, només amb cations de mida mitjana, amb proporció RO₄:H₂O = 1:2» juntament amb els següents minerals: kolbeckita, metavariscita, mansfieldita, escorodita, strengita, variscita, yanomamita, parascorodita, ludlamita, sterlinghil·lita i rollandita.

## Formació i jaciments
És producte d'alteració de la trifilita en pegmatites granítiques, terres, i de minerals de reemplaçament en els ossos i petxines fòssils. Sol trobar-se associada a altres minerals com: trifilita, barbosalita, leucofosfita, laueita, hureaulita, strengita i turquesa.
A Catalunya, la fosfosiderita ha estat descrita a Gavà (Baix Llobregat) i a la pedrera del Turó de Montcada (Montcada i Reixac), totes dues localitats a la província de Barcelona. A la resta de territoris de parla catalana tan sols ha estat descrita al camp de pegmatites de Cotlliure (Rosselló).
Al planeta Mart el rover Curiosity va trobar uns nóduls d'un fosfat no identificat al cràter Gale, i que els científics creuen que podria tractar-se de strengita o bé de fosfosiderita.

## Varietats
Només es coneix una varietat, la vilateita, aparentment un fosfosiderita que conté manganès. Rep el seu nom de La Vilate, prop Chanteloube, França.